# Dyseuaresta
Dyseuaresta is een geslacht van insecten uit de familie van de Boorvliegen (Tephritidae), die tot de orde tweevleugeligen (Diptera) behoort.

## Soort
- D. mexicana (Wiedemann, 1830)